# Jindřichův Hradec

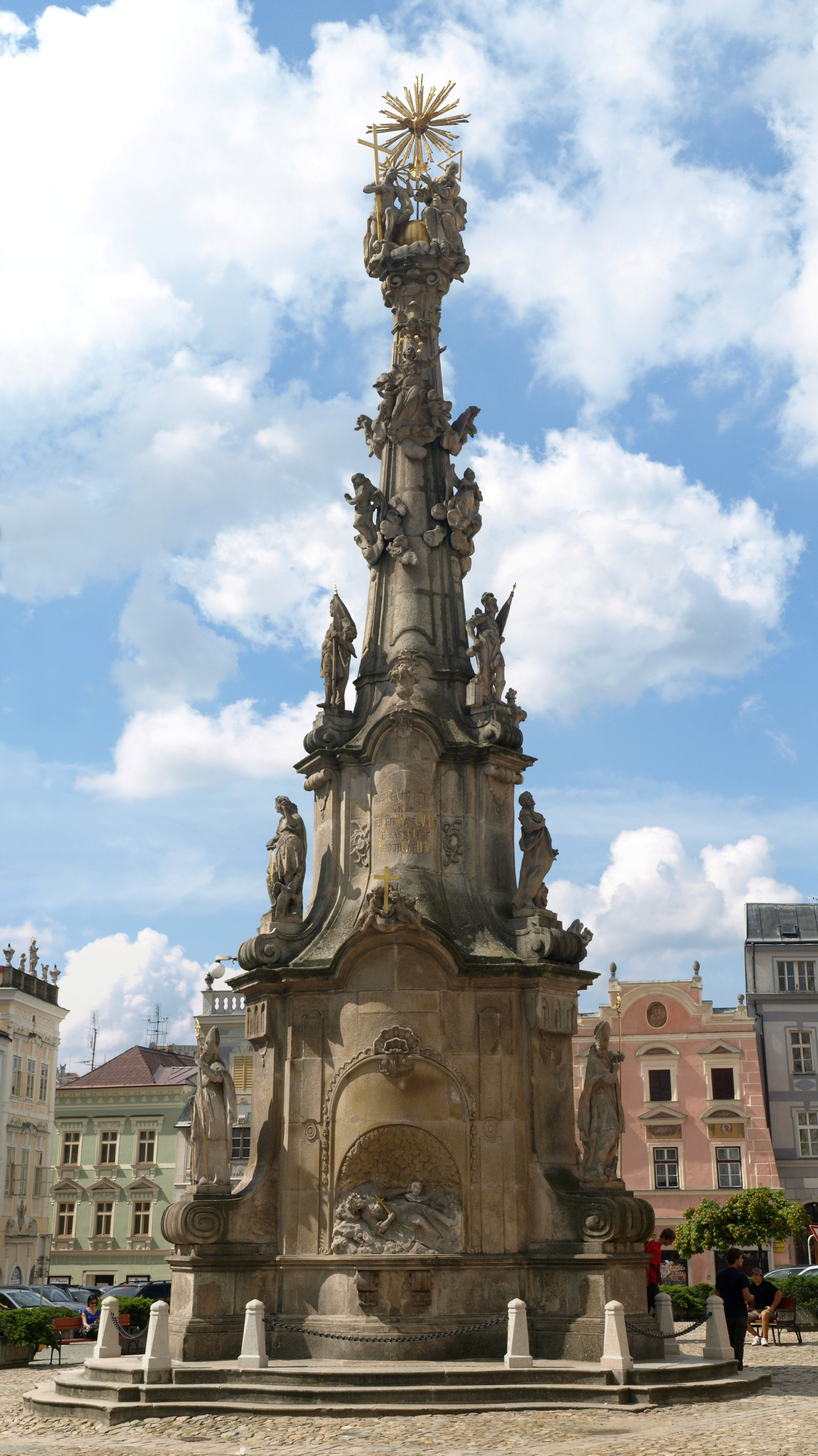
Escultura de la Santísima Trinidad situada en la plaza Náměstí Míru, la principal de Jindřichův Hradec.

Jindřichův Hradec (en checo: [ˈjɪndr̝ɪxuːf ˈɦradɛts]ⓘ, en alemán Neuhaus) es una ciudad checa, situada en la región de Bohemia Meridional haciendo frontera con la región de Moravia y con Austria. Tenía una población de 21 460 habitantes según el censo de 2018.
Su monumento más importante es su castillo de estilo renacentista, el tercer complejo palaciego más extenso de la República Checa. En su centro histórico cuenta con una gran cantidad de casas que hallan su origen en la Edad Media y que fueron reconstruidas tras el gran incendio de 1801 en estilo imperial.
Otro enclave destacado es la iglesia de la Virgen María pegada a la cual transcurre el meridiano 15º. En el edificio del antiguo convento Jesuita, hoy convertido en museo se encuentra el Belén de Kyza que se halla inscrito en el Libro Guiness de los récords como el pesebre o nacimiento mecánico más grande del mundo.

## Ciudades hermanas
- Neckargemünd, Alemania
- Steffisburg, Suiza
- Zwettl, Austria.